# Tephrocactus geometricus
Tephrocactus geometricus ist eine Pflanzenart der Gattung Tephrocactus aus der Familie der Kakteengewächse (Cactaceae). Das Artepitheton geometricus stammt aus dem Lateinischen, bedeutet ‚geometrisch‘ und verweist auf das durch die Höcker der Triebabschnitte gebildete mehreckige Muster.

## Beschreibung
Tephrocactus geometricus wächst locker verzweigt und wird bis zu 15 Zentimeter hoch. Die kugeligen, hellgrünen und manchmal purpurn überhauchten Triebsegmente sind flach gehöckert, ältere sind verkorkt und werden bis zu 3,5 Zentimeter im Durchmesser. Die Areolen sind bräunlich. Die schwarzen bis weißen Dornen sind pfriemlich, an den Trieben anliegend und 0,5 bis 1,0 Zentimeter lang. Sie stehen zu 3 bis 5 Stück pro Areole, an den unteren Areolen fehlen sie.
Die weißen Blüten sind bis 3 Zentimeter lang. Die trockenen und niedergedrückt kugeligen Früchte sind 1,5 bis 2,2 Zentimeter im Durchmesser.

## Verbreitung und Systematik
Tephrocactus geometricus ist im Norden von Argentinien in der Provinz Catamarca in der Gegend von Fiambalá auf Schotterebenen und Hängen verbreitet.
Die Erstbeschreibung als Opuntia geometrica durch Alberto Castellanos wurde 1934 veröffentlicht. Curt Backeberg stellte die Art 1936 in die Gattung Tephrocactus. Ein weiteres nomenklatorisches Synonym ist Tephrocactus alexanderi subsp. geometricus (A.Cast.) Guiggi (2016).

## Nachweise